# Lucien Démanet
Georges Lucien Démanet (* 6. Dezember 1874 in Limont-Fontaine, Departement Nord; † 20. Juni 1943 in Denain) war ein französischer Turner.

## Erfolge
Lucien Démanet, der für die Société de Gymnastique La Hautmontaise turnte, nahm an den Wettbewerben bei den Olympischen Sommerspielen 1900 in Paris teil und gewann die Bronzemedaille mit einer Gesamtpunktzahl von 293 Punkten bei der einzigen Turnveranstaltung, die bei den Spielen stattfand, den kombinierten Übungen. Gustave Sandras gewann Gold mit 302 Punkten und Noel Bas gewann Silber. 1920 gewann er mit dem französischen Team in Antwerpen die Bronzemedaille im Mannschaftsmehrkampf.